# مجلة تمريض القلب والأوعية الدموية
مجلة تمريض القلب والأوعية الدموية (بالإنجليزية: Journal of Cardiovascular Nursing)‏ هي مجلة تصدر كل شهرين تعتمد مراجعة الأقران لمجلات الرعاية الصحية لتمريض القلب.

## وصلات خارجية
- الموقع الرسمي